# Prejuicio
Un prejuicio (del lat. praeiudicium, ‘juzgado de antemano’) es el proceso de formación de un concepto o juicio sobre alguna persona, objeto o idea de manera anticipada. En términos psicológicos, es una actividad mental inconsciente que distorsiona la percepción.
La palabra se utiliza a menudo para referirse a una evaluación preconcebida (normalmente desfavorable) o clasificación de otra persona basada en las características personales percibidas de esa persona, como identidad política, sexo,  género, identidad de género, creencias, valores, clase social, edad, discapacidad, religión, sexualidad, raza, etnia,  lengua, nacionalidad, cultura, complexión, belleza, altura, peso corporal, ocupación, riqueza, educación, criminalidad, afiliación a un equipo deportivo, gustos musicales u otras características percibidas. 

## Etimología
La palabra prejuicio se utiliza desde el inglés medio alrededor del año 1300. Proviene del francés antiguo palabra préjudice, que proviene del latín praeiūdicium que viene de prae (antes) e iūdicium (juicio).

## Enfoques históricos
La primera investigación psicológica realizada sobre el prejuicio tuvo lugar en la década de 1920. Esta investigación intentó demostrar la supremacía blanca. Un artículo de 1925 que revisaba 73 estudios sobre la raza concluía que los estudios parecían "indicar la superioridad mental de la raza blanca". Estos estudios, junto con otras investigaciones, llevaron a muchos psicólogos a considerar el prejuicio como una respuesta natural a las razas que se creían inferiores.
En las décadas de 1930 y 1940, esta perspectiva comenzó a cambiar debido a la creciente preocupación por el antisemitismo debido a la ideología de los nazis. En aquella época, los teóricos consideraban que el prejuicio era patológico y, por tanto, buscaban síndromes de personalidad vinculados al racismo. Theodor Adorno creía que el prejuicio provenía de una personalidad autoritaria; creía que las personas con personalidades autoritarias eran las más propensas a tener prejuicios contra los grupos de estatus inferior. Describió a los autoritarios como "pensadores rígidos que obedecían a la autoridad, veían el mundo como blanco y negro, y hacían cumplir estrictamente las normas y jerarquías sociales".
En 1954, Gordon Allport, en su obra clásica The Nature of Prejudice, relacionó el prejuicio con el pensamiento categorial. Allport afirmaba que el prejuicio es un proceso natural y normal para los seres humanos. Según él, "la mente humana debe pensar con la ayuda de categorías... Una vez formadas, las categorías son la base del prejuicio normal. No podemos evitar este proceso. La vida ordenada depende de él".  En su libro, destaca la importancia de la hipótesis del contacto. Esta teoría postula que el contacto entre grupos (étnicos) diferentes puede reducir los prejuicios contra esos grupos. Allport reconoce la importancia de las circunstancias en las que se produce dicho contacto. Le impone condiciones para fomentar el contacto positivo y reducir los prejuicios.
En la década de 1970, las investigaciones empezaron a demostrar que los prejuicios tienden a basarse en el favoritismo hacia los propios grupos, más que en sentimientos negativos hacia otro grupo. Según Marilyn Brewer, el prejuicio "puede desarrollarse no porque se odie a extragrupos, sino porque las emociones positivas como la admiración, la simpatía y la confianza se reservan para el intragrupo".
En 1979, Thomas Pettigrew describió el error de atribución final y su papel en el prejuicio. El error último de atribución se produce cuando los miembros de un grupo "(1) atribuyen el comportamiento negativo de un grupo externo a causas disposicionales (más de lo que lo harían con un comportamiento idéntico de un grupo interno), y (2) atribuyen el comportamiento positivo de un grupo externo a una o más de las siguientes causas: (a) un caso fortuito o excepcional, (b) suerte o ventaja especial, (c) alta motivación y esfuerzo, y (d) factores situacionales"/.
Young-Bruehl (1996) sostenía que el prejuicio no puede tratarse en singular; más bien debería hablarse de diferentes prejuicios como características de diferentes tipos de carácter. Su teoría define los prejuicios como defensas sociales, distinguiendo entre una estructura de carácter obsesiva, vinculada principalmente con el antisemitismo, personajes histéricos, asociados principalmente con el racismo, y personajes narcisistas, vinculados con el sexismo. 

## Definición clásica
Gordon Allport, que estudió en la Universidad de Harvard y dedicó gran parte de su vida al tema, en su libro The Nature of Prejudice (publicado en 1954) definió al prejuicio como:  principalmente a la etiquetación que hacemos de manera negativa, sobre la base de una forma de pensar que adoptamos desde pequeños. Esta forma de pensar surge como resultado de la necesidad que tiene el ser humano de tomar decisiones firmes y concretas de manera rápida, tomando información generalizada de la que se tiene hasta el momento para emitir juicios, y sin verificar su veracidad.
El prejuicio hace referencia a lo infundado del juicio y al tono afectivo. Allport señala que la frase «pensar mal de otras personas» debe entenderse como «una expresión elíptica, la cual incluye sentimientos de desprecio o desagrado, de miedo y aversión, así como varias formas de conducta hostil, tales como hablar en contra de ciertas personas, practicar algún tipo de discriminación contra ellas o atacarlas con violencia». En las prácticas cotidianas de los sujetos, el prejuicio opera a partir de presupuestos valorativos basados en costumbres, tradiciones, mitos y demás aprendizajes adquiridos a lo largo de los procesos de conformación de las identidades.
Allport no incluye la posibilidad de calificación positiva en su definición. Su ensayo fue escrito con la finalidad de que sirviera como material didáctico para los estudiantes universitarios y público en general referente al tema de la discriminación étnica, particularmente la que sufrían los judíos y los negros americanos por lo cual es considerado un texto importante en la psicología social, debido a que plantea que el racismo es producido por «temores imaginarios», lo que nos lleva a una visión positiva de que es posible erradicar el prejuicio para poder vivir en una sociedad más armónica.

## Prejuicios en el ser humano

### Origen
El prejuicio surge por una conveniencia, para discriminar, descartar o dominar a otras personas o aceptarlas preferentemente, sin tener remordimientos y sin reflexionar si eso es bueno o malo, o si es una opinión objetiva o subjetiva. Comúnmente es una actitud hostil o, menos frecuentemente, favorable hacia una persona que pertenece a determinado grupo (social, étnico, sexual, político, socioeconómico, ocupacional, religioso, deportivo, etario, de salud o de enfermedad o de cualquier índole, incluso territorial o geográfica) simplemente por el hecho de pertenecer (voluntaria o involuntariamente, consciente o inconscientemente) a ese grupo, en la presunción de que posee las cualidades negativas o positivas atribuidas por muchas personas al mismo. La opinión se produce primero respecto del grupo prejuiciado y después incorpora al individuo.[cita requerida]
- El prejuicio es una evaluación preconcebida de las personas, una idea preconcebida que se tiene sobre los otros.[cita requerida]
- El prejuicio consiste en tener una opinión o idea acerca de un miembro de un grupo sin realmente conocer al individuo. La antipatía suele basarse en información pasada y en la experiencia con un individuo en particular.[cita requerida]
- La extensión de las propias experiencias negativas al caso general se puede considerar como sesgo. Por ejemplo, una persona que ha tenido una serie de relaciones negativas con miembros del sexo opuesto puede desarrollar un prejuicio contra ese sexo, y asumir así que los factores que dañan las relaciones siempre están presentes en ese sexo, y adoptar el conjunto de prejuicios que se conoce como sexismo. O, si una persona ha crecido con el concepto de que los miembros del grupo «X» tienen ciertas características, debido a un encuentro pasado amargo con un X, puede asumir que todos los miembros del grupo son X y tratar a todos los miembros de ese grupo en función de esa experiencia: racismo, prejuicios relacionados con la lengua (tratar ciertas variantes dialectales de un idioma como si no fueran idiomas, por ejemplo), intolerancia religiosa, homofobia o el rechazo de alguien porque su estirpe política es diferente de la propia.
- En otros casos, está relacionado con el tribalismo. A los jóvenes de un grupo, en una educación temprana, se enseña que ciertas actitudes y valores son los «correctos». Se forman opiniones sin sopesar la evidencia en ambos lados del asunto considerado. Muchos comportamientos prejuiciosos se forman en la infancia al emular la forma de pensar y hablar de los mayores, sin intención maliciosa por parte del niño. El adulto prejuicioso puede incluso sorprenderse al oír una lista de improperios y de sus propias opiniones a medio cocinar sobre ciertos grupos de boca de sus hijos e hijas.[cita requerida]

### Bases neuroquímicas
Desde el punto de vista de la neurociencia social, disciplina recientemente desarrollada, sólo cuando anticipamos una interacción con una persona ajena a nuestro grupo la respuesta en la producción de cortisol en el eje hipotalámico-hipofisario-adrenal a un evento así podrá predecir la manifestación (medida a través de un cuestionario de autoevaluación) de un prejuicio sutil o de uno intenso.

### El prejuicio como mecanismo de defensa
Se ha sugerido que en determinadas situaciones donde se puede correr cierto riesgo o peligro los prejuicios nos protegerían de los mismos mediante un mecanismo de anticipación y una rápida respuesta sin necesidad de emitir un razonamiento. Por tanto podría ser una ventaja evolutiva.[cita requerida]

## Tipos de prejuicios

### Prejuicios excluyentes

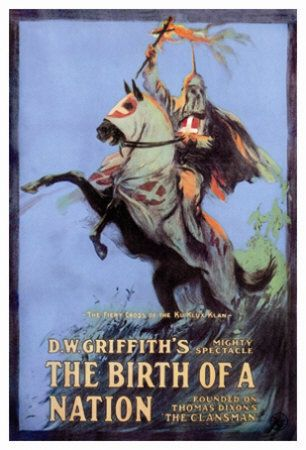
Cartel de la película El nacimiento de una nación, visión histórica norteamericana llena de prejuicios, donde aparece el Ku-Klux-Klan.

Como en la persecución, la persona que actúa con una creencia prejuiciosa cree en la maldad o bondad del otro y en la justicia del razonamiento propio.[cita requerida] En la mayor parte de los casos, se da por hecho que existe una inferioridad natural o genética en el grupo segregado, o bien una circunstancia cualquiera que establece la inferioridad de sus integrantes.[cita requerida] También es común que se ponga un acento en las diferencias culturales, lo que explicaría la inferioridad o superioridad de los otros.[cita requerida] El hecho concreto es que, por medio de unas u otras excusas, siempre hay una evaluación genérica de la persona afectada. Por ejemplo, el prejuicio de que el pueblo español es «bruto e ignorante» tiene una clara raíz inglesa.[cita requerida] La gran influencia cultural británica en las clases dominantes de España después de la Guerra de la Independencia instaló en España el mismo prejuicio. Tan fuerte fue esa prédica negativa que los propios españoles terminaron por creerla.[cita requerida]
Tener una visión políticamente impopular no constituye en sí un prejuicio, y no todas las visiones políticamente populares están libres de prejuicio.[cita requerida] Cuando se aplican a los grupos sociales, los prejuicios generalmente se refieren a los sesgos existentes hacia los miembros de esos grupos, con frecuencia basados en estereotipos, y en su forma más extrema se convierten en la negación injusta de los beneficios y derechos de esos grupos o, a la inversa, en el favorecimiento injusto de otros.[cita requerida] Durante el siglo XIX y principios del siglo XX la mayor parte de los empresarios consideraban que sus obreros eran vagos, sucios, inmorales y sanguinarios, en lo cual se justificaba plenamente la oligarquía, para explotar a su subhumano proletariado sin remordimientos.[cita requerida]

## En la ciencia
En la actividad científica en general, un sesgo es un error que aparece en los resultados de un estudio debido a factores que dependen de la recolección o del análisis, la interpretación, la publicación, la revisión de los datos que pueden conducir a conclusiones que son sistemáticamente diferentes de la verdad o incorrectas acerca de los objetivos de una investigación.[cita requerida] Este error puede ser sistemático o no, y es diferente al error aleatorio.[cita requerida]
En el ámbito de cualquier disciplina científica, se le denomina sesgo al hecho de que el científico haga lo posible, ya sea de manera deliberada o por un error involuntario, para que los datos de sus experimentos coincidan con lo que de ellos se espera.[cita requerida]

## En la literatura
En la novela Orgullo y prejuicio (Pride and Prejudice), de la novelista británica Jane Austen, la heroína se forma una opinión fuerte sobre el carácter de un hombre antes de tener la posibilidad de oír su versión de la historia. Cuando finalmente se le da a conocer el balance de los hechos, estos restan y finalmente derrotan este prejuicio. El prejuicio también es tema de la novela Matar a un ruiseñor (To Kill a Mockingbird), de la estadounidense Harper Lee.

## En la sociedad

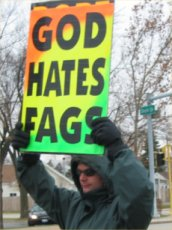
Un hombre proclama su homofobia. En el cartel se puede leer: «Dios odia a los maricas».

- Algunas personas son excluidas injustamente de trabajos, barrios, préstamos bancarios, oportunidades educativas, eventos sociales y asociaciones.[cita requerida]
- Algunas personas reciben insultos muy hirientes o son excluidas de participar en eventos.[cita requerida]
- Algunas personas son atacadas o violadas.[cita requerida]
- A algunas personas les pagan injustamente menos aunque hagan el mismo trabajo.[cita requerida]
- Los hogares de algunas personas, lugares de oración o cementerios son destrozados.[cita requerida]

El «conflicto» que la vida crea sistemáticamente, enfrentando a grupos contra grupos e «interacciones simbólicas», como etiquetar a las personas, producen prejuicios que no están basados en la experiencia directa.[cita requerida]
El prejuicio es «funcional» y se agudiza por el ambiente o medio social: el racismo, la homofobia, los puntos de vista políticos, religiosos o espirituales firmemente sostenidos... surgen ante un enemigo potencial como posición defensiva que puede salvar la vida del individuo o grupo prejuicioso. Los sociólogos han considerado al prejuicio como un comportamiento adaptativo instintivo. En las competencias entre grupos o individuos, los puntos de vista sesgados son útiles ante la escasez de recursos para la supervivencia humana, o simplemente para mantener el poder en manos de unos pocos. Pero puede también evitar la ganancia, si el prejuicio se forma sobre un aliado o compañero potencial; por ejemplo, no consultar al único médico del pueblo que podría salvar la vida solo por el hecho de que el médico es afrodescendiente (término que, al igual que afroamericano, muchos consideran políticamente apropiado para evitar utilizar el término negro).[cita requerida]
El psicólogo estadounidense John Dollard sugirió que el prejuicio es el resultado de la frustración, y se reconoce que es la base de la discriminación en contra de la dignidad humana.[cita requerida]
Hay tres perspectivas sociológicas para explicar el prejuicio.[cita requerida]